# Val Melaina
Val Melaina è la prima zona di Roma nell'Agro romano, indicata con Z. I.
Il toponimo indica anche la zona urbanistica 4B del Municipio Roma III di Roma Capitale.

## Geografia fisica

### Territorio
Si trova nell'area nord del comune, internamente al Grande Raccordo Anulare.
La zona confina:
- a nord con la zona Z. II Castel Giubileo[1]
- a est con la zona Z. IV Casal Boccone[2]
- a sud-est con i quartieri Q. XVI Monte Sacro e Q. XVII Trieste
- a sud con il quartiere Q. II Parioli[3]
- a ovest con il quartiere Q. XVIII Tor di Quinto[4]
- a ovest con la zona Z. LVI Grottarossa[5]

## Monumenti e luoghi d'interesse

### Architetture civili
- Torre dello Scaricatore o Torre Salaria, su via Salaria. Torre medievale sopra il sepolcro di Mario[6]. 41.941376°N 12.507479°E
- Casale dello Scaricatore, su via Salaria. Casale del XVII secolo. 41.941314°N 12.507573°E

### Architetture religiose
- Chiesa di San Frumenzio ai Prati Fiscali, su via Cavriglia.
- Chiesa di Santa Maria della Speranza, su piazza Antonio Fradeletto.

### Siti archeologici
- Ponte Salario, sul fiume Aniene. Ponte originale etrusco, più volte distrutto e ricostruito.
- Villa di Val Melaina, su via delle Vigne Nuove km 2.100. Domus del I secolo a.C.[7] 41.957457°N 12.536469°E
- Ipogeo della Torricella, su via della Serpentara. Manufatto per la captazione idraulica del I secolo a.C./I secolo[8]. 41.957621°N 12.511233°E
- Sepolcro di Mario, su via Salaria. Sepolcro dell'età imperiale. 41.941376°N 12.507479°E
- Cisterna romana, su via Gaetano Zirardini. Cisterna dell'età imperiale. 41.962266°N 12.520846°E

### Aree naturali

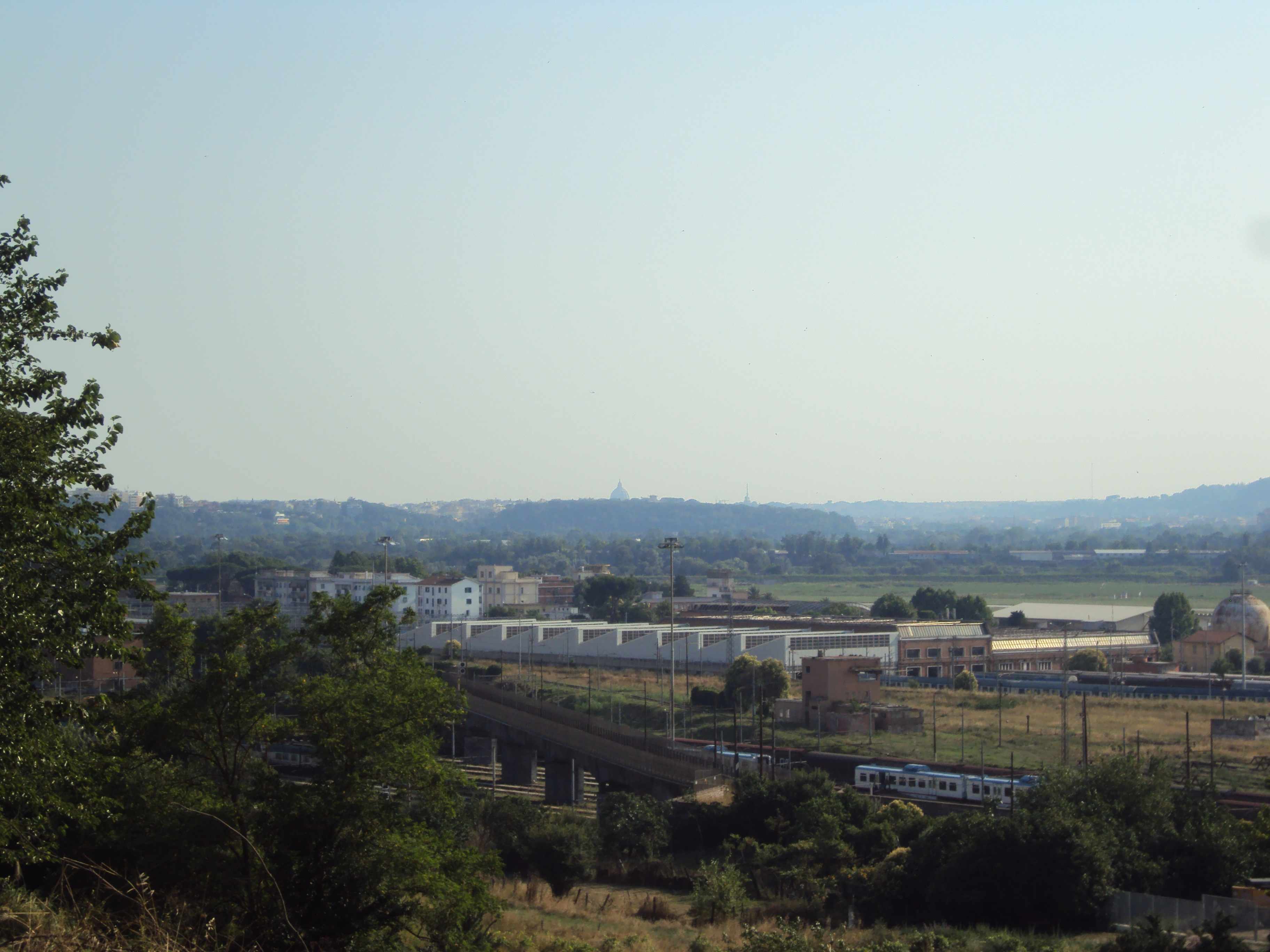
La cupola di San Pietro vista dal parco della Torricella

- Riserva naturale Valle dell'Aniene, lungo il fiume Aniene.
- Parco della Torricella, da via della Serpentara. 41.958869°N 12.511946°E
- Parco Chiala, da via Luigi Chiala. 41.954927°N 12.521659°E
- Parco Thomas Sankara, compreso tra via Ugo Della Seta, via dell'Ateneo Salesiano e via Salvatore Scoca. 41.960403°N 12.525453°E

## Enti
- Istituto Poligrafico e Zecca dello Stato, su via Salaria.

## Cultura

### Istruzione

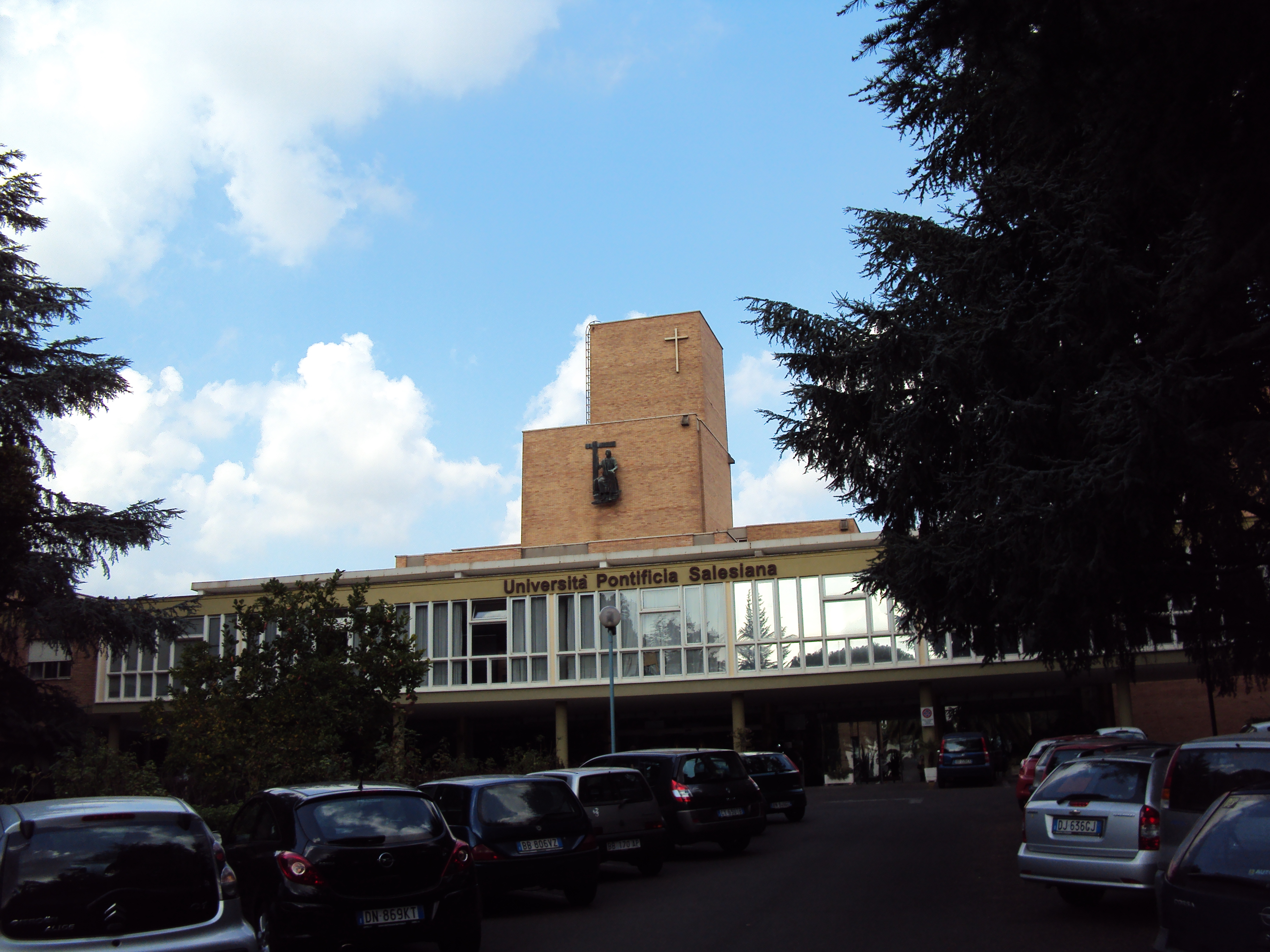
L'Università Pontificia Salesiana

- Università Pontificia Salesiana, su piazza dell'Ateneo Salesiano.

### Cinema
Val Melaina ha fatto da scenografia ai seguenti film e serie televisive:
- Ladri di biciclette (Vittorio De Sica, 1948), con Lamberto Maggiorani.
- Il medico della mutua (Luigi Zampa, 1968), con Alberto Sordi.
- Romanzo criminale - La serie (Stefano Sollima, 2008), con Francesco Montanari.

## Geografia antropica

### Urbanistica
Nel territorio di Val Melaina si estendono: gran parte dell'omonima zona urbanistica 4B, l'area sud della zona 4L Aeroporto dell'Urbe e una piccola sezione della zona urbanistica 4E Serpentara.

### Altre località del territorio
Del territorio di Val Melaina fanno parte i toponimi di Nuovo Salario e Prati Fiscali.

## Infrastrutture e trasporti

### Ferrovie
|  | È raggiungibile dalla stazione di Nuovo Salario. |

### Aeroporti
- Aeroporto di Roma-Urbe, su via Salaria.